# Коммунистический университет Беларуси имени В. И. Ленина
Коммунистический университет Белоруссии имени В. И. Ленина (бел. Камуністычны ўніверсітэт Беларусі імя У. І. Леніна) — высшее партийное образовательное учреждение, которое готовило руководящие кадры партийных и советских работников. Существовал с октября 1925 года до сентября 1932 года. Основан в Минске на базе Центральной совпартшколы (1920—1925 гг.).
Имел следующие отделения: партийное, советское, пропагандистское, газетное, народного образования (с 1930 г.); и сектора: основной (с подготовительными курсами), вечерний, заочный (с 1927 г.) и курсовой. Срок обучения составлял 3 года.
Реорганизован в Высшую Коммунистическую сельскохозяйственную школу Белоруссии. На базе газетного отделения университета образован Коммунистический институт журналистики.